# Capellà (saliva)
|  | No s'ha de confondre amb Capellà, Escopinada, o Goteta de Flügge. |

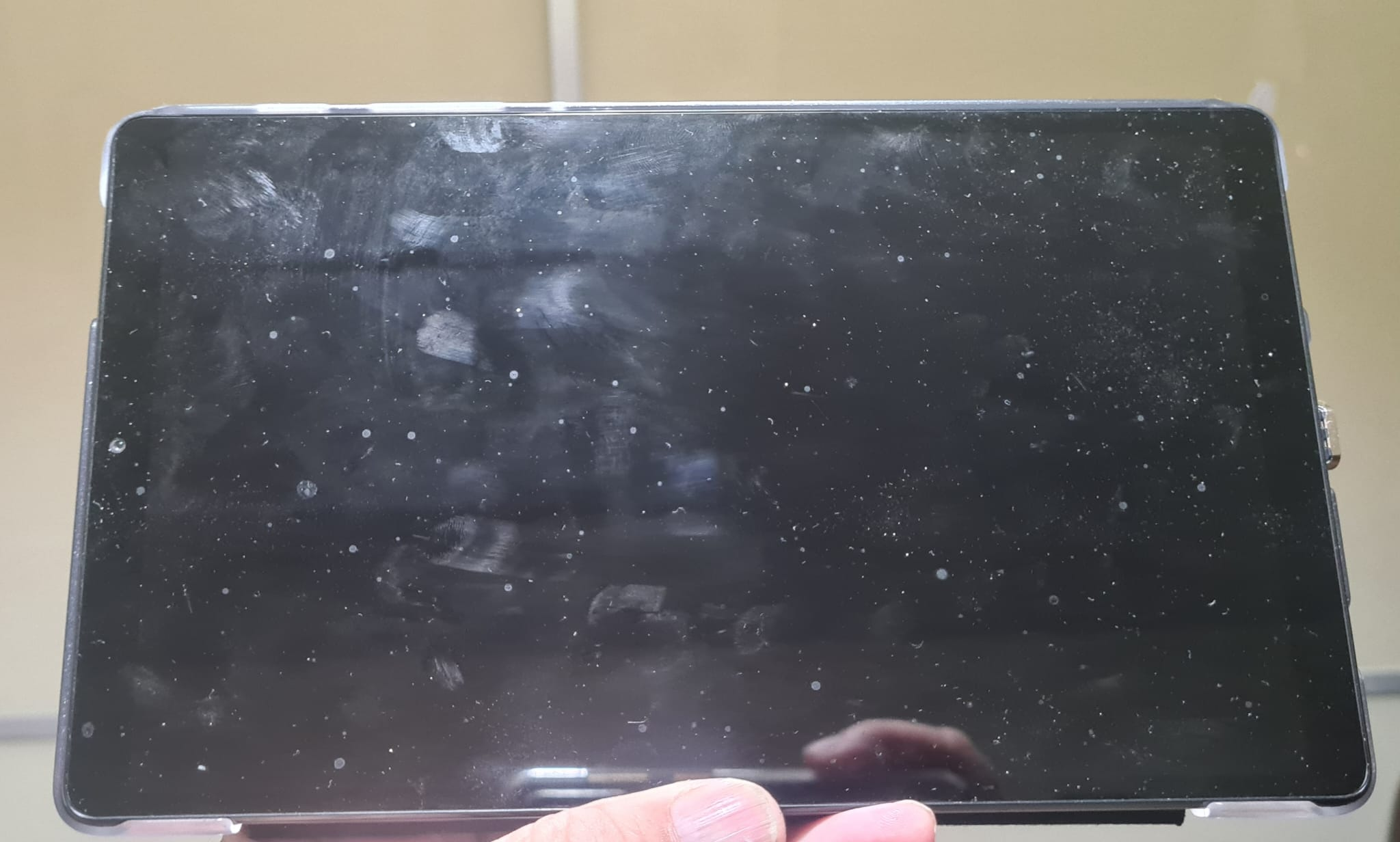
Marques de capellans a la pantalla d'una tauleta Samsung

Els capellans són una partícules de saliva expulsades involuntàriament per la boca durant la parla, especialment durant l'articulació vigorosa o la pronunciació de consonants explosives (com ara /p/, /b/, /t/). Aquestes gotes, que són molt més grosses i diferents de les "microscòpiques" gotetes de Flügge, originades als pulmons, es produeixen per la dinàmica de fluids a la cavitat oral més que per l'exhalació pulmonar.

## Característiques i formació

Icona del Noun Project

Es formen quan els moviments de la llengua, els esclats de llavis o la turbulència del flux d'aire interrompen la fina pel·lícula de saliva que recobreix la boca, expulsant gotes a l'aire. La seva mida és tan visible que el seu impacte es nota fins i tot a la cara de l'oient, i poden quedar com a marques a la pantalla del mòbil quan es parla amb les mans lliures.
Els capellans solen ser:
- Més grans (100 µm de diàmetre) que els aerosols respiratoris (<5 µm) però més petits que les partícules d'una escopinada
- Distàncies curtes projectades (normalment <1 metre) a causa de la seva massa, encara que un discurs contundent pot ampliar el seu abast.
- Compost per saliva, moc oral i microbiota oral potencial (per exemple, estreptococ ).

## Diferències amb les Gotetes de Flügge
Els estudis moderns (Anfinrud et al., 2020) han quantificat el seu paper en la propagació de malalties, especialment durant la pandèmia COVID-19, on les màscares van reduir la seva dispersió en un 99 %.
| Característica             | Capellans                                              | Gotetes de Flügge                        |
| -------------------------- | ------------------------------------------------------ | ---------------------------------------- |
| Origen                     | Cavitat oral (saliva)                                  | Pulmons, tracte bronquial                |
| Mida                       | De 100µm a uns mm (sovint visibles)                    | 0,1–10 µm (més petites, aerosolitzables) |
| Força d'expulsió           | Moderada (depenent de la parla)                        | Alta (tosint/esternudant)                |
| Rellevància de la malaltia | Menor (risc de transmissió, per exemple, de refredats) | Alta (COVID-19, grip, TB)                |
| Dispersió                  | Cauen molt ràpid, temps en l'aire, limitat             | Poden romandre en suspensió durant hores |

## Història
L'estudi dels capellans abasta segles, amb les primeres observacions iniciades en la higiene pública, la representació teatral i, més tard, amb la teoria dels gèrmens.

### Primeres observacions (pre-segle XX)
- Roma antiga: els retòrics com Quintilià (segle I d.C.) van aconsellar als oradors que evitessin "excessive sputum" durant els discursos, fet que suggereix una consciència primerenca de la projecció de saliva.[6]
- Segles XVIII-XIX: els metges francesos van encunyar el terme postillons (de pòster, "escopir") per descriure les gotes de saliva visibles emeses durant la parla, relacionant-les amb la tuberculosi propagada de prop.[7]

### Formalització científica (segle XX)
- 1930-1940: els estudis sobre fonètica (per exemple, de Peter Ladefoged) van assenyalar que les consonants plosives (/p/, /t/, /k/) produeixen més gotes a causa del flux d'aire brusc.[8]
- Dècada de 1970: la fotografia d'alta velocitat va confirmar els patrons d'expulsió de saliva durant la parla (Lighthill, 1975).[9]

### Era Moderna (segle XXI)
- 2019-2022: la pandèmia de la COVID-19 va estimular la investigació sobre les gotes generades per la parla:
  - Estudi del NIH (2020): la parla forta mostrada emet ~ 1.000 gotes per minut, amb màscares que redueixen el recompte en un 99%.[3]
  - MIT (2021): va demostrar que els sons "amb veu" (per exemple, /a/, /i/) s'aerosolitza més que els xiuxiueigs.[2]
- Canvis culturals: l'augment de l'ús de barreres de plexiglàs als espais públics va posar de manifest les distincions entre grans capellans (bloquejades) i aerosols (no bloquejats).[10]

### Evolució de la terminologia
- Pre-COVID: termes com "polveritzar" o "escupir" eren col·loquials.
- Post-COVID: "Gotetes de parla" van entrar en el discurs tècnic per diferenciar-se dels aerosols respiratoris (per exemple, informes de l'OMS).

## Rellevància científica i social
Higiene de la comunicació:
- Els capellans es produeixen en "polveritzar mentre es parla", un problema destacat en el discurs públic, l'actuació i les converses properes.[11]
- Els estudis suggereixen que les màscares redueixen la seva propagació significativament .[11]

Transmissió de malalties:
- Tot i que són menys infecciosos que els aerosols respiratoris, els capellans poden transmetre patògens orals (per exemple, virus d'Epstein-Barr, refredat comú).[12]
- Els esdeveniments de superdifusió (p. ex., cors, debats multitudinaris) poden implicar l'emissió de capellans.[12]

Mitigació:
- El bàlsam labial o la hidratació redueixen la formació de gotes aprimant la saliva.
- Les barreres físiques (per exemple, plexiglàs) bloquegen dels capellans, però en canvi no bloquegen els aerosols.
- Teatre : Els actors utilitzen tècniques de parla per tal de minimitzar l'emissió de capellans.